# سفسومید
سفسومید (انگلیسی: Cefsumide) یک آنتی‌بیوتیک از گروه سفالوسپورین‌ها است.